# Glace Bay
Glace Bay (escocés gaélico: Glasbaidh) es una comunidad de la zona oriental del municipio regional de Cabo Bretón en Nueva Escocia, Canadá. Forma la parte general del Cabo Bretón industrial.
Anteriormente era una ciudad incorporada (entre 1901 y 1995), pero el gobierno municipal de Glace Bay se disolvió y la comunidad se incluyó en un municipio regional más grande. Antes de este suceso, Glace Bay fue la cuarta provincia más grande y la ciudad más grande por población en Nueva Escocia.
Las comunidades vecinas son Reserve Mines, Dominion y Tower Road.

## Historia
A principios de 1720, la zona francesa deshabitada suministraba la Fortaleza de Luisburgo con carbón. Llamaron a la zona «baie de Glace» (literalmente, bahía del hielo) debido a las banquisas que llenaban el océano cada invierno. En 1748, después tras tomar la Fortaleza de Luisburgo, la Fortaleza de William británica se construyó en Table Head para proteger una mina que producía carbón para suministrarlo a Luisburgo. Cuando la isla de Cabo Bretón volvió a estar bajo control francés, la Forteleza de William siguió en servicio hasta que en 1752 fue destruida por el fuego.

## Economía

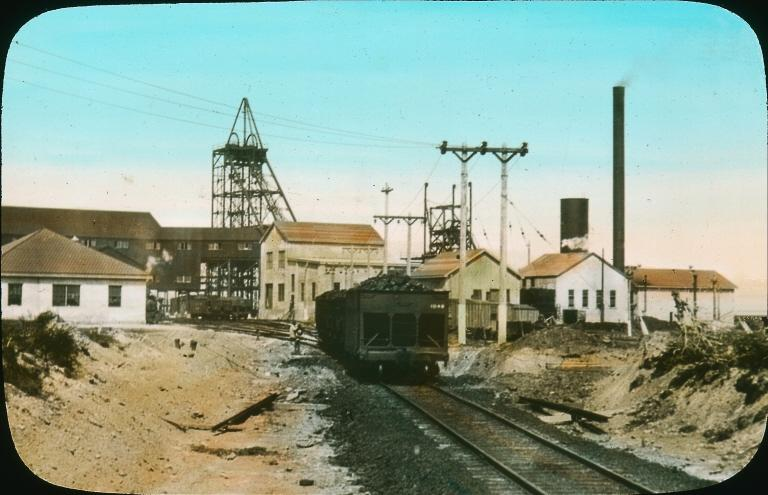
Mina de carbón, Glace Bay (Nueva Escocia), 1930

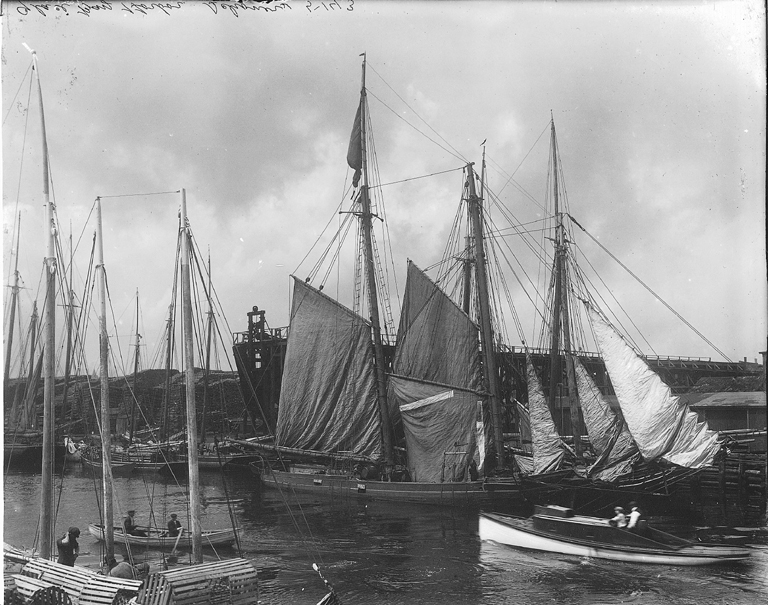
Goletas en Glace Bay, 1914

Glace Bay fue una ciudad minera de minas de carbón. En 1860, Glace Bay tuvo una compañía minera que explotaba dos minas. La primera fue Hub Shaft, abierta en 1861. La minería de carbón a gran escala comenzó en 1893 tras conceder a los mineros derechos exclusivos de la empresa de carbón de Dominion. Glace Bay se consideró ciudad incorporada el 18 de enero de 1901. En su punto culminante la compañía operó en once minas y era responsable del 40 % de la producción de carbón de Canadá.  El carbón se transportó a través del ferrocarril de Sídney y Luisburgo a ambos de aquellos puertos para embarcarlo. La mayor parte de las operaciones del ferrocarril se realizaban en Glace Bay. Esto tuvo como resultado que se convirtiese en el centro industrial de Cabo Bretón. Cuando el carbón minero empezaba a ser menos importante, las minas se cerraron hasta que, en 1984 la número 26 fue finalmente clausurada. Muchos residentes de Glace Bay empezaron a trabajar en las otras dos minas de carbón de la zona: Prince Colliery en Point Aconi y Phalen Colliery y Lingan Colliery en Lingan. Aun así, el carbón minero continuó con su decadencia hasta el cierre de Lingan a mediados de 1990, seguido de Phalen en 1999 y Prince en 2001.

## Actualidad

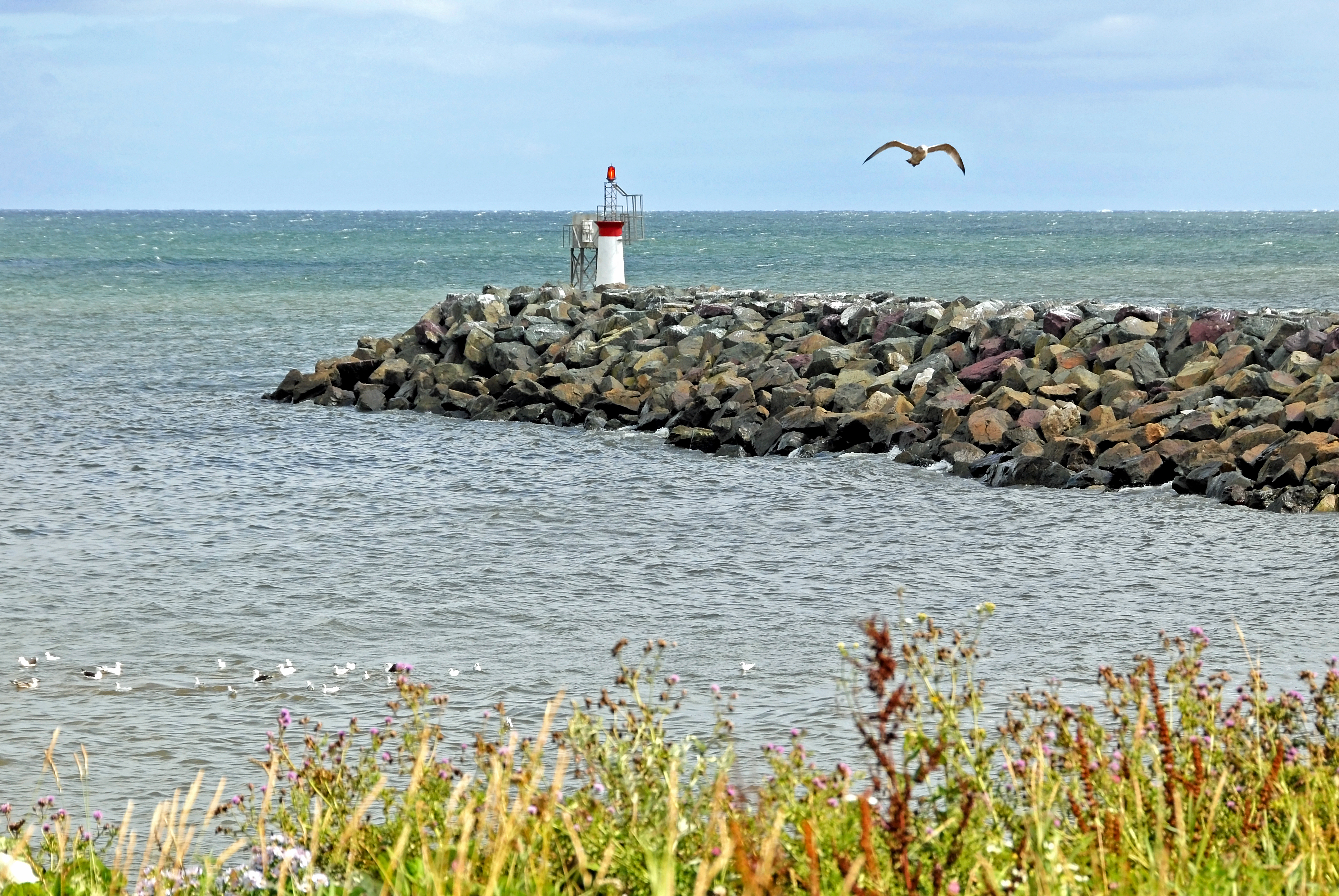
Faro al norte de Glace Bay.

La ciudad anterior de Glace Bay tiene una población ligeramente inferior a 20 000 personas.  En 2001, un centro de llamada, utilizando subsidios de posindustrialización.
El consorcio minero suizo Xstrata era el principal socio de la alianza de desarrollo de carbón Donkin, el cual ganó los derechos de desarrollar una mina abandonado en la comunidad cercana a Donkin. Actualmente, la mina pertenece a Kameron Collieries, una filial de Cline Group LLC, que adquirió la operación entre 2014 y 2015. La producción de carbón comenzó en febrero de 2016 y en otoño de 2018, la mina tuvo 120 empleados.

## Sitios y características históricas

### Sitio de historia nacional Marconi
El sitio de historia Nacional Marconi de Canadá se encuentra en Table Head, en Glace Bay. Se mantiene un centro interpretativo que honra a la función de Guillermo Marconi en el desarrollo de las comunicaciones radiofónicas. En diciembre de 1902, Marconi transmitió los primeros mensajes completos a Poldhu desde estaciones en Glace Bay (Nueva Escocia).

## Geografía

### Paisaje
El paisaje local está lleno de colinas y bosques. Algunas zonas bajas de los bosques desembocan en pantanos. Hay acantilados pedregosos en torno al océano, a lo largo de la mayoría de la costa, y la erosión se considera un problema en algunas zonas; la parte de North Street cayó al océano debido a la erosión y se dividió en las partes superior e inferior de North Street.

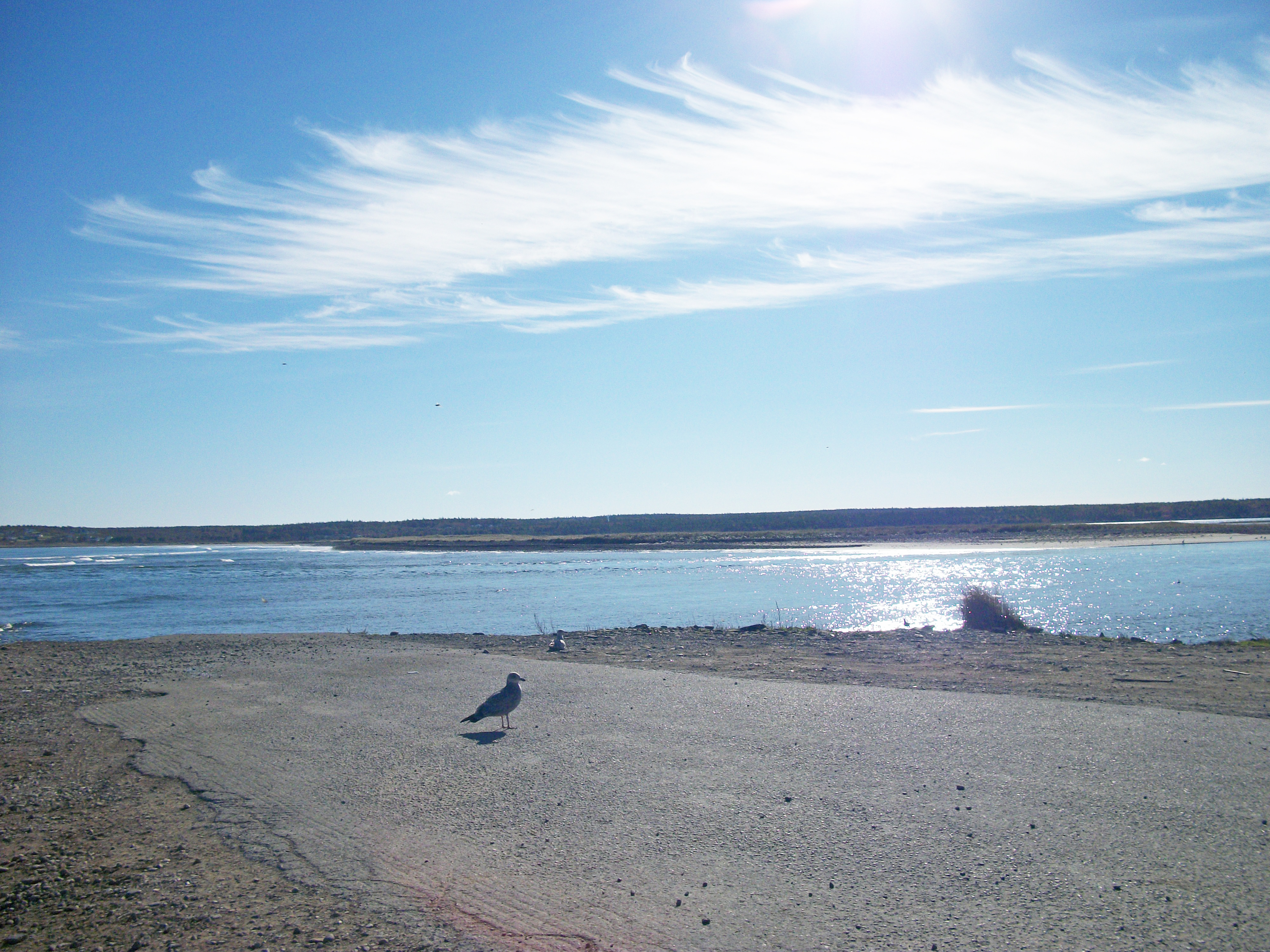
Costa de Glace Bay.

Muchas zonas en torno a las antiguas minas de carbón están experimentando subsidencia como el derrumbamiento de las minas antiguas.

### Flora y fauna
Glace Bay tiene una gran cantidad de bosques y ciénagas que rodean la ciudad, así como dentro de los límites de la misma. Entre los mamíferos de Glace Bay se incluyen ardillas, conejos, zorros, ciervos, ratones, musarañas, gatos, perros y coyotes. Entre las especies de pájaros están los patos, búhos cornudos, gansos de Canadá, cuervos, gaviotas y palomos. Los faisanes también frecuentan las zonas de árboles. Hay pájaros más pequeños como gorriones. Otras especies comunes de Glace Bay son las ranas, salamandras y culebras.

### Clima
Glace Bay tiene un verano fresco y ventoso y un invierno mojado y tormentoso, siendo un clima continental húmedo (Köppen Dfb), lo que significa que es moderado por su proximidad con la comunidad del Océano Atlántico. La temperatura más alta registrada en Glace Bay fue 36.7 °C (98 ºF) el 18 de agosto de 1935. La temperatura más baja fue −31.7 °C (−25 ºF) el 31 de enero de 1873, 29 de enero de 1877 y 15 de febrero de 1916.

## Política
Federalmente, Glace Bay se encuentra bajo la jurisdicción de Cabo Bretón y Canso, actualmente pertenece al partido Liberal de Mike Kelloway. Provincialmente, Glace Bay está formado por la antigua ciudad que pertenece al partido Liberal MLA de Geoff MacLellan, quién ganó las elecciones el 22 de junio de 2010. El gobierno duraría diez años por los Liberales MLA  de Dave Wilson hasta su dimisión en marzo de 2010.

## Alcaldes de Glace Bay
Mientras Glace Bay fue una ciudad, tuvo los siguientes alcaldes:
- David M. Burchell 1901 a 1907
- John Carey Douglas 1907 a 1910
- Henry MacDonald 1910 a 1912
- Gordon S. Harrington 1912 a 1915
- Dan Cameron 1915 a 1916
- Angus J. MacDonald 1917
- Alonzo O'Neil 1918 a 1920
- E. MacK Forbes 1920 a 1921
- Dan W. Morrison 1921 a 1933
- Charles MacVicar 1933 a 1934
- Dan W. Morrison 1934 a 1950
- Dan Un. MacDonald 1950 a 1970
- Dan Un. Munroe 1970 a 1981
- Bruce Un. Clark  1981 a 1988
- Donald MacInnis 1988 a 1995

## Personas importantes de Glace Bahía
- Dave Amadio, jugador de la NHL de hockey, en Los Ángeles King.
- Vivian Berkeley, galardonado jugador de bolos sobre césped ciego.
- Linda Bond, anteriormente General del Ejército de Salvación.
- John Bernard Croak, héroe de la Primera Guerra Mundial, galardonado con la Cruz Victoria.
- Aselin Debison, músico.
- Fred Dickson,  abogado canadiense, político y miembro Conservador del Senado de Canadá.
- Doug Doull, jugador de la NHL de hockey, en Boston Bruins y Washington Capitals.
- Clarie Gillis, parlamentario, Sur de Cabo Bretón, 1940 a 1957.
- Gordon Sidney Harrington, anterior alcalde y premier de Nueva Escocia.
- Andy Hogan, parlamentario, Este de Cabo Breton, 1974 a 1980.
- Ron James, cómico.
- Drake Jensen, cantante de música del país.
- Pat MacAdam, autor, asesor del primer ministro Brian Mulroney.
- Allister MacGillivray, compositor y cantante canadiense, guitarrista e historiador de música.
- Henry Poole MacKeen, gobernador lugarteniente de Nueva Escocia, 1963 a 1968.
- MacLean y MacLean, equipo cómico.
- Hugh MacLennan, novelista.
- Mate Minglewood, músico.
- John W. Morgan, alcalde anterior de CBRM.
- Marty O'Donnell, boxeador olímpico.
- Daniel Petrie, director de películas en Hollywood.
- Gerard Phalen, senador.
- Logan Shaw, jugador de la NHL de hockey, en Ottawa Senators, 76.º en general, participó en la NHL 2011.
- Doug Sulliman, jugador de la NHL de hockey, participó en el mundial de 1979 13.º en New York Rangers.

## Atracciones
- Teatro Savoy
- Museo minero de Cabo Bretón
- Museo Marconi
- Pueblos mineros
- Renwick Brook Park
- Parque de la Reina Elizabeth
- Museo de patrimonio de Glace Bay
- Parque conmemorativo de John Bernard Croak

### Citas
1. ↑  «A Brief History of Glace Bay». cbv.ns.ca. Town of Glace Bay. Archivado desde el original el 20 de junio de 2017. Consultado el 3 de julio de 2017.
2. ↑  MacEwan, Paul (1976). Miners and Steelworkers: Labour in Cape Breton. Toronto, Canada: A. M. Hakkert Ltd. p. 8. ISBN 0-88866-533-4.
3. ↑  Montgomery-Dupe, Sharon (3 de enero de 2019). «UPDATED: Donkin mine operations suspended after roof collapse». Donkin, NS. Consultado el 4 de enero de 2019.
4. ↑  Marconi National Historic Site of Canada. Registro Canadiense de Lugares Históricos. Consultado March 24, 2013.
5. ↑  «Guglielmo Marconi - Biographical». Nobelprize.org. Nobel Media AB. 2014. Consultado el 3 de julio de 2017.
6. ↑  «August 1935». Canadian Climate Data. Environment Canada. 22 de septiembre de 2015. Consultado el 2 de marzo de 2016.
7. ↑  «January 1873». Canadian Climate Data. Environment Canada. 22 de septiembre de 2015. Consultado el 2 de marzo de 2016.
8. ↑  «January 1877». Canadian Climate Data. Environment Canada. 26 de septiembre de 2016. Consultado el 2 de marzo de 2016.
9. ↑  «February 1916». Canadian Climate Data. Environment Canada. 22 de septiembre de 2015. Consultado el 2 de marzo de 2016.